# CR2032

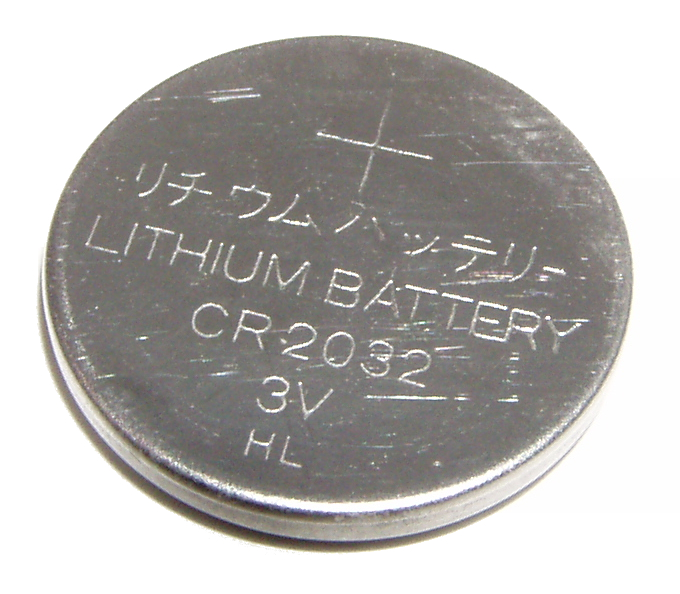
Célula de lítio CR2032 sem marca.

Uma bateria CR2032 é uma bateria-botão de lítio de 3 volts. É normalmente usada como bateria da CMOS em computadores, calculadoras, controles remotos, instrumentos científicos, balanças, campainhas sem fio, relógios, e outros dispositivos pequenos.
CR2032 indica ser uma célula com a composição química de Lítio-C, com formato Redondo (do inglês Round) de 20 mm de diâmetro e 3,2 mm de altura, conforme definido pelo padrão IEC 60086.
Já a bateria BR2032 tem as mesmas dimensões (20 mm, 3,2 mm), mas com menos tensão e capacidade, e também uma amplitude térmica suportada maior, em comparação com a CR2032: suporta de -30 °C até 85 °C, ao passo que a CR2032 suporta de -20 °C a 70 °C.
|                    | Lítio-dióxido de manganês | Lítio-monofluoreto de carbono |
| ------------------ | ------------------------- | ----------------------------- |
| Nome (IEC)         | CR2032                    | BR2032                        |
| Nome (ANSI/NEDA)   | 5004LC                    | 5004LB                        |
| Capacidade típica  | 225 mAh                   | 190 mAh                       |
| Voltagem nominal   | 3,0 V                     | 2,8 V                         |
| Tensão de corte    | 2,0 V                     | 2,25 V                        |
| Temperatura usável | -20 .. 70 °C              | -30 .. 85 °C                  |